# Carta Aberta aos Músicos e Críticos do Brasil
A Carta Aberta aos Músicos e Críticos do Brasil foi uma carta escrita pelo compositor brasileiro Camargo Guarnieri em dezembro de 1950, enviada através do correio a diversas personalidades e instituições de ensino musical no Brasil. A carta foi depois publicada no jornal O Estado de S. Paulo e em outros órgãos de imprensa, suscitando caloroso e polêmico debate na imprensa durante mais de um ano.
A carta trazia um manifesto contra o dodecafonismo, abordagem composicional vanguardista utilizada por compositores tais como Arnold Schönberg, Anton Webern e Alban Berg e trazida ao Brasil por Hans-Joachim Koellreutter. Guarnieri afirma, em seu texto, que o dodecafonismo é uma "corrente formalista que leva à degenerescência do caráter nacional de nossa música", além de taxá-lo como "cerebral", "antipopular" e "decadente"
A Carta Aberta desencadeou por todo o país reações de defesa e ataque não só à música de Koellreuter, mas também do próprio Guarnieri. Koellreuter chegou a comentar em uma carta ao compositor argentino Juan Carlos Paz que acreditava que a "Guerra Dodecafônica" poderia resultar em uma "prodigiosa propaganda para a causa."  Ainda em dezembro de 1950 Koellreuter escreveu uma carta em resposta a Camargo Guarnieri, em que defende o dodecafonismo como técnica compositiva e dirige um ataque ao nacionalismo:
O que leva à "degenerescência do sentimento nacional", o que se torna um "vício de semi-mortos" e "um refúgio de compositores medíocres" e não contribui em absoluto para a evolução cultural de um povo, pelo contrário, é fonte de sucessos fáceis e improvisações, é o nacionalismo em sua forma de adaptação de expressões vernáculas. Essa tendência, tão comum entre nós, é responsável por uma música que lembra o estado premental de "sensação", próprio ao homem primitivo e à criança, e que, com as suas fórmulas gratuitas emprestadas ao colorismo russo-francês, não consegue encobrir sua pobreza estrutural e a ausência de potência criadora.
Apesar da força com que a Carta Aberta de 1950 de Guarnieri ataca o dodecafonismo, a relação do compositor com esta técnica e com a música atonal em geral nunca deixou de ser ambígua. Em outra carta aberta dirigida a Koellreuter e publicada quase dez anos antes na revista Resenha Musical, Guarnieri elogiou uma composição do colega compositor, e sobre a recepção desta peça escreveu:
Quanta gente ao ler a sua "Música de Câmera" vai odiá-lo. Você será recriminado e alcunhado de  corruptor do gosto musical! Não há de ser nada!
Posteriormente à Carta de 1950, apesar das suas críticas severas às técnicas utilizadas por Koellreuter e demais signatários do Grupo Música Viva, Guarnieri utilizou-se de estruturas atonais e procedimentos seriais em sua obra, como é o caso do seu Concerto nº 5 para piano e orquestra, de 1970. Quando indagado sobre uma possível mudança em seu modo de pensar, disse: "Não estou mudando de ideia. Vivo no presente e minha música é atual. Você pode reconhecer que a música é minha, mas a personalidade de minha música está sempre ligada ao presente".